# Tamana Road
Tamana Road es una localidad de Trinidad y Tobago, que forma parte de la región de Couva-Tabaquite-Talparo.

## Geografía
La localidad abarca parte de la isla Trinidad y limita al norte con Cumuto (localidad perteneciente a la región de Sangre Grande), al sur con Brickfield-Navet, al este con Coryal (localidad perteneciente a la región de Sangre Grande) y al oeste con Talparo y Mundo nuevo

## Demografía
Datos demográficos de la localidad de Tamana Road:
| Gráfica de evolución demográfica de Tamana Road entre 2000 y 2011 |
|                                                                   |